# Damien Robitaille
Pour les articles homonymes, voir Robitaille.
Damien Robitaille, né le 30 juin 1981 à Lafontaine en Ontario, est un musicien franco-ontarien faisant carrière principalement au Québec, où il réside depuis 2003.

## Biographie

### Famille et formation
Damien Robitaille est le fils d'un père francophone et d'une mère anglophone. Il grandit à Lafontaine, un village franco-ontarien situé sur les rives de la baie Georgienne, où il apprend très jeune le piano classique dès l'âge de huit ans et la guitare à l’âge de treize ans. Au secondaire, il s’initie à la trompette au sein de l’ensemble musical de son école. Il suit également des cours de violon. Vers l'âge de quinze ans, il commence à composer ses propres chansons alors seulement en anglais.
À dix-huit ans, sur les conseils de son professeur de musique, Damien Robitaille compose ses trois premières chansons en français et enregistre son premier disque. L'année suivante, il entame des études en musique classique à l'Université Wilfrid Laurier (Waterloo (Ontario) durant lesquelles il devient membre du groupe rock The Mezameeze. Il interprète alors ses compositions en français et gagne le concours musical universitaire Battle of the Bands.

### Carrière musicale

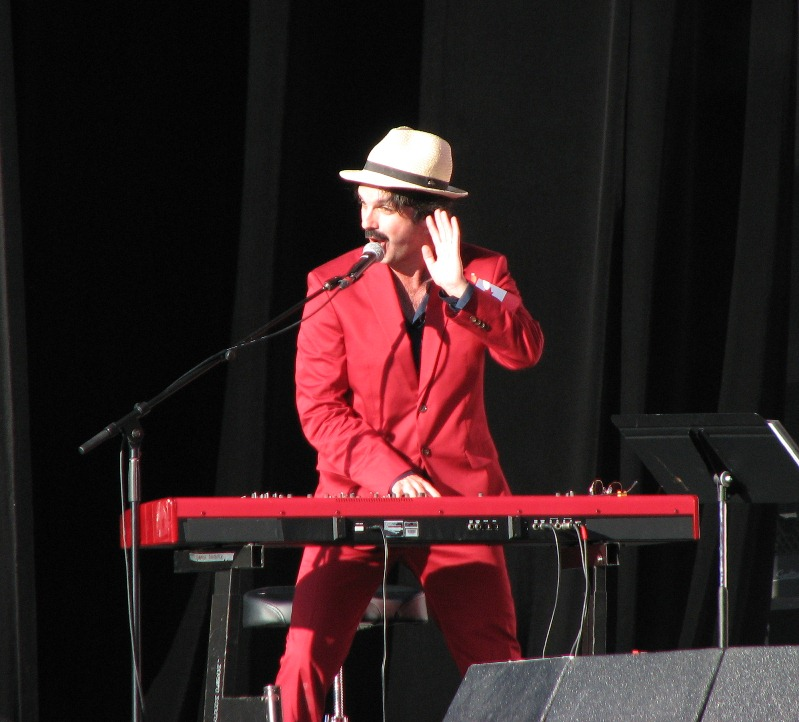
Damien Robitaille en spectacle

En 2003, Damien Robitaille quitte les études universitaires après le lancement de son premier disque Damien. La même année, il est en finale du concours Ontario Pop et gagne ainsi une bourse pour intégrer l'École nationale de la chanson de Granby au Québec. En 2004, il termine ses études et devient finaliste au Festival international de la chanson de Granby. Cette même année, il assure la première partie du spectacle de Jim Corcoran à Sudbury. À l’automne, Damien Robitaille participe à l’émission Le Garage, animée par Véronic DiCaire et diffusée sur les ondes de Radio-Canada, qui réunit des artistes émergents de l’Ontario, du Québec et de l’Outaouais.
En 2004, il est finaliste au Festival de la chanson de Saint-Ambroise lors duquel il remporte six prix : les prix FrancoFolies, ROSEQ, Réseau Ontario, meilleure présence sur scène, Coup de cœur du Festival de la chanson de Tadoussac et Zoom sur la Relève. Il s'installe ensuite à Montréal, où il réside dès lors.
En mars 2005, son album Damien Robitaille est sélectionné au Gala des Prix Trille Or en tant que « Découverte de l'année ». La même année, il remporte plusieurs distinctions comme le premier prix aux Francouvertes de Montréal, une première pour un artiste francophone hors-québec. Cette victoire est accompagnée du prix de la chanson SOCAN.
En 2006, Damien Robitaille voyage en Europe et participe à plusieurs festivals franco-canadiens. À l'automne, sort l'album L'Homme qui me ressemble. Il participe ensuite au spectacle-hommage à Plume Latraverse (Chapeau à Plume) et au spectacle du dixième anniversaire des Francouvertes. À la fin de l’année, il est couronné « Sacré talent » par la station radiophonique Espace Musique de Radio-Canada. L’album L'Homme qui me ressemble reçoit quatre nominations à l’ADISQ en 2007 (révélation de l’année, auteur-compositeur de l’année, album folk contemporain de l’année et arrangeur de l’année) ainsi qu'une nomination pour le « meilleur album » aux Prix Juno en 2008.
Le 8 septembre 2009, son album Homme autonome paraît, album qui sera huit fois nommé pour les prix du Gala des prix Trille Or en janvier 2011. Au cours de la soirée, il remporte six prix. Cette remise de prix a eu lieu à l'école secondaire Béatrice Desloges d'Orléans, le 24 mars 2011. En 2010, il livre deux prestations musicales dans le cadre des cérémonies des Jeux olympiques de Vancouver. Lors des FrancoFolies de Montréal de cette même année, il remporte le prix Félix-Leclerc de la chanson 2010. L’album Homme autonome a ensuite reçu huit nominations au Gala de l’ADISQ 2010 dont : Auteur ou compositeur de l’année, Album folk contemporain de l’année, Auteur-compositeur-interprète de l’année, Vidéoclip de l’année (On est né nu), Spectacle de l’année et Scripteur de l’année (il remporte d’ailleurs ce prix).
Damien Robitaille fait paraître un nouvel album à l'automne 2012 qui s'intitule Omniprésent. En 2013, il reçoit encore huit nominations au Gala des prix Trille Or pour ce nouvel album et son site internet. Il travaille par ailleurs sur la conception de la chanson Je me touche dans le parc des Trois Accords.
Le cinquième album Univers parallèles (2017) est réalisé avec Carl Bastien et Michel Bélanger à la direction artistique, et est suivi en 2019 d'un album de chansons de Noël, intitulé Bientôt ce sera Noël (comprenant sept titres originaux et trois reprises), réalisé avec la même équipe.
En 2020, lors de la pandémie de Covid-19, il se réinvente en publiant sur les réseaux sociaux une série de vidéos de lui interprétant, avec ses propres moyens dans sa résidence, de multiples reprises de chansons célèbres. Les vidéos obtiennent un fort succès et sa reprise de la chanson Pump Up the Jam du groupe Technotronic devient virale en obtenant plus de 10 millions de visionnement sur Twitter. Sa vidéo est notamment partagée par l’ex-joueur de Basketball Rex Chapman, de même que par l’acteur Elijah Wood et par la vedette Jennifer Garner. Sa 200e chanson du jour est une reprise de We Are the World où il interprète successivement, avec une dose d'imitation, tous les artistes originaux,.
Dans le cadre des Journées de la culture de 2020 et de l'initiative Une chanson à l'école, il offre la chanson Il me semble en version karaoké à la Fabrique culturelle, pour que tous les enfants du Québec et de la francophonie chantent à l'unisson.
En 2023, il reçoit un disque d'or pour son album Homme autonome, sorti en 2009. L'album est vendu à plus de 40 000 exemplaires au Canada et cumule 7,5 millions d'écoutes sur les plateformes numériques.

### Autres projets

#### Radio
À l'été 2011, Damien Robitaille anime deux émissions radio diffusées sur les ondes d’ICI Musique : d'une part Jamais trop tard pour les standards, qui s'attachait à mettre en avant les standards et classiques de la chanson pop et du jazz des années 1930 à 1950 et d'autre part La Chaîne musicale réunissant plusieurs auteurs-compositeurs-interprètes qui, le temps de quatre épisodes, présentaient leur univers musical,.

#### Télévision
Lors de l'émission Ma caravane au Canada, diffusée en 2014 sur la chaîne TV5 Québec Canada, Damien Robitaille présente, avec Vincent Gratton, les francophones des différentes régions du Canada,.
Damien Robitaille anime également en 2016 l’émission Voyage de chien sur la chaîne Unis TV (tournée en Ontario et au Manitoba), avec sa chienne Suki (un Akita américain), mettant en avant les rencontres naturelles et les événements qui surviennent lorsqu’on a un chien,.

#### Gurdeep Pandher
Au cours de l'été 2021, Damien Robitaille collabore avec l'artiste de danse et éducateur Gurdeep Pandher du Yukon. Leur vidéo de collaboration enregistre quatre millions de vues,.

## Filmographie
- 2011 : La Sacrée de Dominic Desjardins : Denis Maurice
- 2013 : Un rêve américain, documentaire de Bruno Boulianne

## Nominations et récompenses

### ADISQ
En 2021, Robitaille a remporté un mérité Félix pour sa présence sur le web au Gala de l'Association québécoise de l'industrie du disque, du spectacle et de la vidéo (ADISQ). Il a été nommé Artiste de l’année ayant le plus rayonné sur le web,.
En 2022, Robitaille est nommé pour Spectacle de l'année - variétés et réinterprétations pour son spectacle Bientôt ce sera Noël et aussi pour Artiste de l’année ayant le plus rayonné sur le web.

### Disque d'or
Robitaille reçoit en décembre 2023 un Disque d'or pour Homme autonome, quatorze ans après sa sortie.

### Prix Juno
Damien Robitaille est nommé à deux reprises aux Prix Juno dans la catégorie « Album francophone de l'année » en 2008 pour L'Homme qui me ressemble et en 2014 Omniprésent.

### Gala des prix Trille Or (APCM)
Le Gala des prix Trille Or organisé par l'Association des professionnels de la chanson et de la musique se déroule tous les deux ans, et vise à reconnaitre les talents des musiciens et artistes sonores de l'Ontario et de l'Ouest canadien. En 2015, Damien Robitaille est l'animateur de l'édition
- Nomination comme artiste solo au gala Trille Or 2019[33].
- Nomination comme artiste solo au gala Trille Or 2021[34].